# Freyre
Freyre è un comune dell'Argentina nella provincia di Córdoba, nel dipartimento di San Justo.
Prende il nome da quello della madre del suo fondatore, José Bernardo Iturraspe. La festa patronale si celebra il 7 ottobre in onore della Madonna del Rosario.

## Amministrazione

### Gemellaggi
- Barge